# Ah ! Que l'hiver
Pistes de Le Nord du Nord
Comment, comment
Ah ! Que l'hiver est une chanson écrite et interprétée par Gilles Vigneault, sortie en 1968.

## Historique
Cette chanson sort dans l'album Le Nord du Nord en 1968.
Pauline Julien l'a enregistrée dès 1967.
La chanson apparaît aussi dans l'album de compilation La Collection Émergence de Sony Musique en 1995.

## Thématique
Pour l'historien André Gaulin, cette chanson s'inspire pour son début d'une chanson folklorique du XVIIIe : « Ah ! que le papier coûte cher / Dans le Bas-Canada ».
Avec son refrain « L'homme est parti pour travailler / La femme est seule à s'ennuyer », la chanson célèbre la patience féminine.